# Biển Đỏ (tỉnh)
Tỉnh Biển Đỏ (tiếng Ả Rập: ‏محافظة البحر الأحمر Muḥāfaẓat al Baḥr al Aḥmar) là một tỉnh của Ai Cập. Tỉnh nằm giữa vùng đất giữa sông Nin và Biển Đỏ ở phía đông nam đất nước, biên giới phía nam của tỉnh đang tranh chấp với Sudan. Thủ phủ của tỉnh là thành phố Hurghada.

## Địa lý
Tỉnh Biển Đỏ giáp với tỉnh Suez ở phía bắc, phía đông là biển Đỏ, và phía tây là các tỉnh Aswan, Qena, Sauhag, Asyut, al-Minya và Beni Suef. Ở phía nam, tỉnh giáp với Bang Biển Đỏ của Sudan. Tỉnh bao gồm các lãnh thổ đang tranh chấp giữa hai nước là Tam giác Hala'ib, gồm cả Quần đảo Siyal.

## Dân cư
Ngoài trung tâm hành chính Hurghada, tỉnh có khoảng khoảng 60.000 cư dân sinh sống tại các đô thị Ras Gharib, Safaga, Al-Qusair, Marsa Alam, và Bir Shalatein. Dân số năm 2006 là 288.233 người, trong đó 275.000 sống trong một vài đô thị dọc theo bờ biển. Nhìn chung, các hoạt động kinh tế và du lịch của tỉnh thường chỉ diễn ra ở các khu vực ven biển. Tình hình dân số của tỉnh từ năm 1937 như sau:
- 1937: 9.914
- 1947: 15.929
- 1966: 38.000
- 1976: 56.191
- 1986: 90.491
- 1996: 155.695
- 2006: 288.233

## Kinh tế
Bờ biển Đỏ có một tiềm năng lớn về du lịch. Kể từ những năm đầu thập niên 80, Hurghada đã trở thành một điểm đến phổ biến cho những người yêu biển và lặn biển. Du lịch cũng ngày càng phát triển ở các thành phố phía nam như Al-Qusair, Safaga và Marsa Alam. Bên cạnh một ngành công nghiệp du lịch mạnh mẽ, cũng có một ngành đánh bắt xa bờ phát triển. Các khu vực trên địa bàn tỉnh được cho là giàu khonags sản, chẳng hạn như phosphat. Vùng Ras Gharib chứa tới 70% lượng dầu sản xuất của Ai Cập.